# Liste der Kulturdenkmale in Gaschwitz
In der Liste der Kulturdenkmale in Gaschwitz sind die Kulturdenkmale des Markkleeberger Ortsteils Gaschwitz verzeichnet, die bis Juni 2025 vom Landesamt für Denkmalpflege Sachsen erfasst wurden (ohne archäologische Kulturdenkmale). Die Anmerkungen sind zu beachten.
Diese Aufzählung ist eine Teilmenge der Liste der Kulturdenkmale in Markkleeberg.

## Gaschwitz
| Bild                                    | Bezeichnung | Lage                                                                  | Datierung                                                                                            | Beschreibung | ID       |
| --------------------------------------- | --- | --------------------------------------------------------------------- | --- | --- | -------- |
| Weitere Bilder                          | Apelstein Nr. 4 (V) | (an der Crostewitzer Höhe, ehemals gegenüber Hauptstraße 308) (Karte) | 1863                                                                                                 | Gedenkstein zur Erinnerung an die Kämpfe der Völkerschlacht bei Leipzig 1813, ehemals Hauptstraße (gegenüber Nr. 308) in Ecklage Cröbernsche Straße, heute umgesetzt (Original steht im Museum Torhaus Markkleeberg), 10.000 Mann unter dem preußischen General Kleist gegen polnische Truppen unter Poniatowski und Französische Garde-Kavallerie, geschichtliche Bedeutung. 1863 gestiftet von Theodor Apel in Gedenken an die Völkerschlacht bei Leipzig, Inschriften „N 4“, „General von Kleist 10000 Mann“ und „Schlacht bei Wachau 16 ten October 1813“. Bei den sogenannten Apelsteinen, die sich im Stadtgebiet Leipzig und in den umliegenden Ortschaften befinden, handelt es sich um Zeugnisse für das historische Geschehen des epochalen Geschichtsereignisses Völkerschlacht bei Leipzig und der damit verbundenen Erinnerungskultur. Sie veranschaulichen den Schlachtverlauf und weisen auf die Gefechtsstellungen der 1813 beteiligten Truppenverbände hin. | 09256713 |
| Weitere Bilder                          | Empfangsgebäude (Hauptstraße 312, mit Bahnhofs-Gaststätte), altes Empfangsgebäude (Alte Überfahrt 1) und Wasserstation des Bahnhofs Gaschwitz                                                                         | Alte Überfahrt 1 (Hauptstraße 312) (Karte)                            | 1874 (Alter Bahnhof, Alte Überfahrt 1); 1907 (Wasserstation); 1914 (Bahnhof, Hauptstraße 312)        | Architektonisch bemerkenswerter Putzbau im Reformstil um 1910, Bahnhof der Eisenbahnstrecken Leipzig-Plagwitz–Markkleeberg-Gaschwitz und Gaschwitz–Meuselwitz, ortsgeschichtliche, baugeschichtliche, regionalgeschichtliche, verkehrsgeschichtliche und städtebauliche Bedeutung | 09256740 |
| Direkt Bild zu diesem Denkmal hochladen | Mietshaus in halboffener Bebauung | Cröbernsche Straße 4 (Karte)                                          | Um 1890                                                                                              | Putzbau in einfachen historistischen Formen, ortsentwicklungsgeschichtliche Bedeutung. Dreigeschossiger Bau mit erneuerter Putzfassade über Bruchsteinsockel, Satteldach, leicht aus der Mitte verschobener zweiachsiger Risalit mit Hauseingang, Erdgeschossfenster stichbogig geschlossen, im ersten Obergeschoss gerade Fensterverdachungen. Im Inneren wohl bauzeitliche Ausstattung erhalten (Bodenfliesen im Eingangsbereich, Treppenhaus). Das Mietshaus ist ein Zeugnis der baulichen Entwicklung von Gaschwitz in den Jahren um 1900, die durch das Eindringen städtischer Bauformen in das einstige Dorf gekennzeichnet war. In der Folge des Eisenbahnanschlusses (1874) und der Einrichtung des großen Rangierbahnhofs wandelte sich Gautzsch zum Arbeiterwohnort. Das Objekt dokumentiert – auch im Zusammenwirken mit dem Nachbargebäude Nr. 6 – diesen Abschnitt der Ortsgeschichte und verkörpert damit einen ortsentwicklungsgeschichtlichen Aussagewert. | 09256728 |
|                                         | Mietshaus in halboffener Bebauung | Cröbernsche Straße 6 (Karte)                                          | Um 1900                                                                                              | In Ecklage Brunnengasse, zeittypischer Putzbau in einfacher späthistoristischer Ausprägung, ortsentwicklungsgeschichtliche Bedeutung. Um 1900 errichtetes Mietshaus mit Tordurchfahrt und ehemals mit Laden, dreigeschossige in Ziegelmauerwerk über Klinkersockel, Fassaden verputzt, Mansarddach, die Gebäude entsprechend der städtebaulichen Situation abgeschrägt und leicht risalitartig vorspringend, zwischem Erdgeschoss und erstem Obergeschoss umlaufendes Gesims, erstes Obergeschoss mit teils geraden, teils dreieckigen Fensterverdachungen. Im Inneren bauzeitliche Ausstattungselemente wie Treppenhaus und Wohnungstüren. 2011 Sanierung mit annähernder Wiederherstellung des ursprünglichen Fassadenbildes, Balkonanlage an der Gebäudeecke moderne Ergänzung. Das Mietshaus ist ein Zeugnis der baulichen Entwicklung von Gaschwitz in den Jahren um 1900, die durch das Eindringen städtischer Bauformen in das einstige Dorf gekennzeichnet war. In der Folge des Eisenbahnanschlusses (1874) und der Einrichtung des großen Rangierbahnhofs wandelte sich Gautzsch zum Arbeiterwohnort. Das Objekt dokumentiert – auch im Zusammenwirken mit dem Nachbargebäude Nr. 4 – diesen Abschnitt der Ortsgeschichte und verkörpert damit einen ortsentwicklungsgeschichtlichen Aussagewert. | 09256725 |
| Weitere Bilder                          | Rittergut Gaschwitz (Sachgesamtheit) | Cröbernsche Straße 12a (Hauptstraße 313, 313a, 315, 317) (Karte)      | Um 1800 (Kavaliershaus); um 1870 (2. und 3. Stallgebäude); um 1900 (1. Stallgebäude und Gutsscheune) | Sachgesamtheit Rittergut Gaschwitz mit folgenden Einzeldenkmalen: Herrenhaus mit Ausstattung und Gutspark (09256724, Cröbernsche Straße 12a), Gutsverwalterhaus („Altes Schloss“), südliches Torhaus, Orangerie sowie Kopfbau des östlichen Wirtschaftsgebäudes (09256743, Hauptstraße 313a, 315, 317), sowie nördliches Torhaus (Hauptstraße 313), vier Wirtschaftsgebäude und Reste der Toranlage als Sachgesamtheitsteile; baugeschichtliche, kulturgeschichtliche, ortsgeschichtliche, städtebauliche und landschaftsgestaltende Bedeutung | 09300387 |
|                                         | Herrenhaus mit Ausstattung und Gutspark (Einzeldenkmal der Sachgesamtheit 09300387) | Cröbernsche Straße 12a (Karte)                                        | 1905, im Kern wohl älter (Herrenhaus); 2. Hälfte 18. Jahrhundert und 19. Jahrhundert (Gutspark)      | Einzeldenkmal der Sachgesamtheit Rittergut Gaschwitz; Gestaltung in neubarocken und neuklassizistischen Formen, anknüpfend an die Tradition der sächsischen Herrenhausarchitektur des 18. und frühen 19. Jahrhunderts, bau- und sozialgeschichtliche Bedeutung, künstlerischer Wert | 09256724 |
|                                         | Villa mit Nebengebäude, zwei Toranlagen, künstlicher Ruine und Garten | Gustav-Meisel-Straße 3 (Karte)                                        | Um 1900                                                                                              | Repräsentativer späthistoristischer Villenbau von malerische Gesamterscheinung, ortsentwicklungs- und baugeschichtliche Bedeutung. Zweigeschossiger Baukörper über unregelmäßigem Grundriss, äußere Gestalt durch verschiedene Vor- und Rücksprünge sowie diverse Anbauten geprägt, Bruchsteinsockel, Fassaden verputzt mit Naturstein- und Stuckelementen, dazu akzentierend rote Klinkergliederungen, auf der Gartenseite Risalit mit polygonalem Vorbau, darüber Balkone, Giebel mit Sprengwerk, in der eingezogenen Ecke östlich des Risalits Veranda, Ostseite mit Holzverschalung im Giebelbereich, ausgebautes Walmdach, oben abgeflacht. Haupteingang auf der Westseite, Freitreppe und Vordach auf Säule. In seiner architektonischen Gestaltung vereinigt der Villenbau Formen der Neurenaissance mit Elementen des Landhausstils. Zum Villenanwesen gehört ein eingeschossiges Nebengebäude, das sich der Südwestecke des Grundstücks befindet und ursprünglich wohl als Bedienstetenhaus diente. Neben diesem Gebäude aufwändig gestaltete Toreinfahrt mit gusseisernen Säulen und schmiedeeisernen Gitter. Die zweite, ebenso kunstvoll gestaltete schmiedeeiserne Toranlage am Hans-Steche-Weg (Zugang zum Grundstück an der Nordwest-Ecke der Villa). Villengarten mit Resten an historischer Bepflanzung und künstlicher Ruine, diese eingeschossiger Bruchsteinbau auf rundem Grundriss. Zur Vorortentwicklung, die Gaschwitz vor allem infolge des Eisenbahnanschlusses erfuhr, gehörte auch die Errichtung von Villenbauten. Wegen der Verluste durch den Braunkohletagebau sind davon leider nur wenige erhalten geblieben. Aus diesem Grund stellt das Villenanwesen ein wichtiges Zeugnis für diesen Bereich der örtlichen Bauentwicklung um 1900 dar. Als anspruchsvoller Villenbau in zeittypischer Ausprägung ist das Objekt auch baugeschichtlich von Bedeutung. | 09256712 |
|                                         | Fabrikationsgebäude (ehemals Glaserei- und Tischlereibetrieb Karl Mahn) | Gustav-Meisel-Straße 6 (Karte)                                        | 1931–1932, im Kern älter                                                                             | Typischer Bau eines kleinen Industrie- oder Gewerbebetriebs, ansprechende Gestaltung in den Formen der Zeit um 1930, orts- und baugeschichtliche Bedeutung. 1890 Gründung des Glaserei- und Tischlereibetriebes Karl Mahn, 1903 Dampfglaserei Mahn, 1941 Türen- und Fensterfabrik. Das Fabrikationsgebäude in seiner jetzigen Form geht auf einen Um- und Erweiterungsbau der 1893 in Gebrauch genommenen Werkstattgebäude zurück. Die Umbaupläne lieferte das Büro des Leipziger Architekten Richard Wagner. Zweigeschossiger Bau über unregelmäßigem Grundriss, auf der Nordseite zweieinhalbgeschossiger Kopfbau vorangestellt, dieser als Bürogebäude genutzt. Durch den Umbau zeittypische Fassadengestaltung der Zeit um 1930: rote Klinker, quadratische Fenster mit Querteilung, spitzbogige Öffnungen im verputzten Halbgeschoss des Kopfbaus. Tür und Fenster am Kopfbau zusätzlich mit Rahmungen versehen. Das Gebäude ist ein Zeugnis für die Veränderungen, die das ehemalige Dorf Gaschwitz im Zeitalter der Industrialisierung erfuhr. Insbesondere durch den Eisenbahnanschluss wandelte sich Gaschwitz zum großstadtnahen Vorort mit städtischer Wohnbebauung und Industrie- und Gewerbeansiedlungen. Das Objekt ist ein anschauliches Beispiel für diese Entwicklung und erlangt somit ortsgeschichtliche Aussagekraft. Aufgrund seiner zeittypischen, architektonisch anspruchsvollen Gestaltung, die es durch den Umbau erhielt, ist es auch baugeschichtlich von Bedeutung. | 09256714 |
|                                         | Wohnhaus | Gustav-Meisel-Straße 10 (Karte)                                       | Um 1840                                                                                              | Schlichter eingeschossiger Bau mit Krüppelwalmdach, Teil der historischen Ortskernbebauung, orts- und sozialgeschichtliche Bedeutung. Ländliches Wohnhaus, wohl um 1840 errichtet, eingeschossig, verputztes Ziegelmauerwerk, Krüppelwalmdach. Ursprünglich war das Gebäude vermutlich ein Landarbeiterhaus. Ein Teil der Einwohnerschaft von Gaschwitz stand in Diensten des großen Rittergutes. Somit ist das Wohnhaus ein Zeugnis für die örtliche Bau- und Lebensweise in der ersten Hälfte des 19. Jahrhunderts, als Gaschwitz überwiegend noch dörflich geprägt war. Insbesondere verweist es auf die Wohn- und Lebensverhältnisse der unteren sozialen Schichten der Dorfbevölkerung. In dieser Hinsicht verkörpert es einen orts- und sozialgeschichtlichen Aussagewert. | 09256716 |
|                                         | Wohnhaus und Seitengebäude eines ehemaligen Vierseithofes | Gustav-Meisel-Straße 14 (Karte)                                       | Um 1800 (Wohnhaus); um 1870 (Seitengebäude)                                                          | Wohnhaus Fachwerkbau, Zeugnisse der historischen Bebauung im Ortskern, ortsgeschichtliche Bedeutung. Die beiden Gebäude gehören zu den wenigen authentischen Zeugnissen, die auf die einstige bäuerliche Bebauung der heutigen Gustav-Meisel-Straße verweisen. - Wohnhaus: zweigeschossiger Bau mit Krüppelwalmdach, das Erdgeschoss massiv, verputzt, Obergeschoss zweiriegeliges Fachwerk - Seitengebäude: ebenfalls zweigeschossig, massiv in Ziegel, verputzt, gestuftes Traufgesims, Satteldach, Türgewände im Erdgeschoss mit Sandsteinrahmungen, Erdgeschoss ursprünglich Stallnutzung, Obergeschoss Speicherraum Die Gebäude dokumentieren die dörfliche Vergangenheit von Gaschwitz und veranschaulichen die frühere bäuerliche Bau- und Lebensweise am Ort, hierdurch erlangen sie ortsgeschichtliche Bedeutung. | 09256719 |
|                                         | Mietshaus in geschlossener Bebauung | Hauptstraße 291 (Karte)                                               | Um 1905                                                                                              | Putz-Klinker-Fassade, Jugendstilornamente, ortsentwicklungsgeschichtliche Bedeutung. Dreigeschossig, verputztes Erdgeschoss mit Putznutung, seitlich Tordurchfahrt, Obergeschosse verklinkert, Fensterrahmungen wohl in Kunststein, Schmuckformen teils späthistoristisch, teils floraler Jugendstil (Fensterverdachungen), Traufgesims auf Putzkonsolen, Satteldach mit Gaupe in der Mitte, hölzerne Torflügel der Durchfahrt bauzeitlich. Das Mietshaus ist ein Zeugnis der örtlichen Bauentwicklung um 1900, die durch eine Verstädterung des einstigen Dorfes Gaschwitz geprägt war. In der Folge des Eisenbahnanschlusses (1874) und der Einrichtung des großen Rangierbahnhofs wandelte sich Gautzsch zum Arbeiterwohnort. Im Zusammenwirken mit den benachbarten Mietshäusern Hauptstraße 293 und 295 verweist das Objekt auf diesen Abschnitt der Ortsgeschichte und erlangt damit ortsentwicklungsgeschichtliche Aussagekraft. | 09256730 |
| Direkt Bild zu diesem Denkmal hochladen | Mietshaus in geschlossener Bebauung | Hauptstraße 293 (Karte)                                               | 1907–1908                                                                                            | Mit Laden, Putz-Klinker-Fassade in späthistoristischen Formen, ortsentwicklungsgeschichtliche Bedeutung. Das Mietshaus wurde nach Plänen des Architekten Otto Reinhardt (Crostewitz) errichtet, Bauherr war der Maurer Ernst Robert Piltz, der auch die Ausführung übernahm. Dreigeschossiger Bau, verputztes Erdgeschoss mit Putznutung, seitlich Tordurchfahrt, daneben Laden, Obergeschoss ledergelbe Klinkerverkleidung, horizontale Gliederung durch rote Klinkerbänder in Sohlbankhöhe, Fensterrahmungen aus Kunststein und Stuck, kräftige Formen in späthistoristischer Manier, Traufgesims auf Konsolen, Satteldach mit holzverkleideter Gaupe in der Mitte, Türflügel der Tordurchfahrt wohl bauzeitlich. Das Mietshaus ist ein Zeugnis der örtlichen Bauentwicklung um 1900, die durch eine Verstädterung des einstigen Dorfes Gaschwitz geprägt war. In der Folge des Eisenbahnanschlusses (1874) und der Einrichtung des großen Rangierbahnhofs wandelte sich Gautzsch zum Arbeiterwohnort. Im Zusammenwirken mit den benachbarten Mietshäusern Hauptstraße 291 und 295 verweist das Objekt auf diesen Abschnitt der Ortsgeschichte und erlangt damit ortsentwicklungsgeschichtliche Aussagekraft. | 09256731 |
|                                         | Wohnhaus | Hauptstraße 294 (Karte)                                               | Bezeichnet mit 1844                                                                                  | Schlichter, eingeschossiger Putzbau, Türstock mit Schlussstein, orts- und sozialgeschichtliche Bedeutung. Der eingeschossige Bau 1844 von Gottlob Herrmann errichtet, Schlussstein über der Haustür bezeichnet mit „G. H. 1844“. Das Gebäude besteht aus verputztem Ziegelmauerwerk und hat ein Krüppelwalmdach. An der Hofseite mittig angeordneter Hauseingang mit Sandsteinrahmung und schöner gefelderter Haustür aus der Erbauungszeit. Im Gebäudeinneren ursprüngliche Raumaufteilung und historische Ausstattungselemente wie Fußbodenfliesen im Eingangsbereich (schwarz-gelb karriert) und Zimmertüren. Das Wohnhaus ist ein Zeugnis für die örtliche Bau- und Lebensweise in der Mitte des 19. Jahrhunderts, als Gaschwitz überwiegend noch dörflich geprägt war. Als Häusleranwesen, das es aller Wahrscheinlichkeit nach war, zeugt es von den Wohn- und Lebensverhältnissen der sozial niederen Schichten in der Dorfbevölkerung. Es verweist somit auf die dörfliche Vergangenheit von Gaschwitz und der darin herrschenden Lebensbedingungen, unter diesen Aspekten erlangt es seine orts- und sozialgeschichtliche Bedeutung. | 09256729 |
| Direkt Bild zu diesem Denkmal hochladen | Mietshaus in halboffener Bebauung | Hauptstraße 295 (Karte)                                               | 1895                                                                                                 | Mit Laden, historistische Putz-Klinker-Fassade mit Kunststein- und Stuckelementen, ortsentwicklungsgeschichtliche Bedeutung. Bauherr war der Schuhmachermeister Ernst Burkhardt. Dreigeschossiger Bau, Erdgeschoss verputzt (geglättet), Tordurchfahrt seitlich, übriger Erdgeschossbereich vorwiegend Ladennutzung, Obergeschosse mit roter Klinkerverblendung, horizontale Gliederung durch Putzbänder zwischen den Fensterachsen, Fensterrahmungen in Kunststein, Brüstungsfelder im ersten Obergeschoss mit Girlanden in Stuck, Traufgesims auf Putzkonsolen, Satteldach, bauzeitliche Türflügel der Durchfahrt, im Inneren ebenfalls historische Ausstattungselemente wie Bodenfliesen und Wohnungstüren. Das Mietshaus ist ein Zeugnis der örtlichen Bauentwicklung in den Jahren um 1900, die durch eine Verstädterung des einstigen Dorfes Gaschwitz geprägt war. In der Folge des Eisenbahnanschlusses (1874) und der Einrichtung des großen Rangierbahnhofs wandelte sich Gautzsch zum Arbeiterwohnort. Im Zusammenwirken mit den benachbarten Mietshäusern Hauptstraße 291 und 293 verweist das Objekt auf diesen Abschnitt der Ortsgeschichte und erlangt damit ortsentwicklungsgeschichtliche Aussagekraft. | 09256732 |
|                                         | Mietshaus in halboffener Bebauung | Hauptstraße 299 (Karte)                                               | 1907                                                                                                 | Mit Laden, interessant gestalteter Bau mit Putzgliederung und Zierfachwerk, bau- und ortsentwicklungsgeschichtliche Bedeutung. 1907 im Auftrag von Louis Hermann Heyne errichtet, Ausführung durch den Baumeister Kurt Nietzschmann, der vermutlich auch die Pläne erstellte. Zweigeschossiger repräsentativer Mietshausbau mit Laden. Entsprechend dem Zeitgeschmack malerische Gesamterscheinung, Fassaden mit aufwändiger Putzgliederung, Erdgeschoss genutet, im Obergeschoss Betonung der Ecken durch Pilaster, Hauptfassade und Seitenfront mit flachen Risaliten, diese mit Blendfachwerk im Giebelbereich, Walmdach mit Gaupen. Das Gebäude verweist auf die Bauentwicklung von Gaschwitz in den Jahren um 1900, diese war durch eine Verstädterung des einstigen Dorfes gekennzeichnet. Gerade die Bauten, die nördlich der Cröbernschen Straße die Hauptstraße an der Ostseite säumen, führen dies anschaulich vor Augen. Das Mietshaus ist Teil dieser Bebauung und erlangt damit ortsentwicklungsgeschichtliche Aussagekraft. Durch seine gestalterischen Qualitäten ist es eines der überzeugendsten Beispiele seiner Art am Ort. | 09256735 |
| Direkt Bild zu diesem Denkmal hochladen | Mietshaus in halboffener Bebauung | Hauptstraße 301 (Karte)                                               | 1912                                                                                                 | Mit Laden, Putzbau mit Merkmalen des Reformstils um 1910, ortsentwicklungs- und baugeschichtliche Bedeutung. Das Mietshaus wurde für Zimmermeister Hermann Höppner errichtet. Planung und Bauleitung durch den namhaften Leipziger Architekten Alfred Liebig. Zweigeschossiger Bau mit ausgebautem Mansarddach, in den mittleren sechs Achsen das Dachgeschoss als Vollgeschoss ausgebildet, Erdgeschoss durch zwei Läden vorwiegend geschäftlich genutzt, auf der Nordseite Tordurchfahrt. Fassade mit zeittypischem Edelputz, Putzgliederungen entsprechend dem Zeitgeschmack mit kannelierten Pilastern und Blendbögen, das Erdgeschoss genutet. Das ansprechend gestaltete Mietshaus ist ein Zeugnis der örtlichen Bauentwicklung im frühen 20. Jahrhundert, die durch eine bereits vor 1900 einsetzende Verstädterung des einstigen Dorfes Gaschwitz geprägt war. Hierdurch erlangt das Gebäude ortsentwicklungsgeschichtliche Aussagekraft. Zudem ist es ein Dokument für das Schaffen von Alfred Liebig, der in der Bauentwicklung Leipzigs in der der ersten Hälfte des 20. Jahrhunderts eine große Rolle spielte. Das Objekt ist ein Beispiel seiner Tätigkeit außerhalb der Stadt. Es zeigt, dass Liebig mit seinem Büro auch einfachere Bauaufgaben ausführte. Unter diesem Aspekt hat es baugeschichtliche Bedeutung. | 09256736 |
|                                         | Wohnhaus in halboffener Bebauung | Hauptstraße 303 (Karte)                                               | Bezeichnet mit 1894                                                                                  | Mit Laden, Putzbau in historisierenden Formen, ortsentwicklungsgeschichtliche Bedeutung. Im Auftrag von Ernst Kunath errichtet, Ausführung durch Maurermeister Richard Müller. Zweigeschossiger Bau mit Kniestock, Bruchsteinsockel, darüber Putzfassade, einzelne Fassadenelemente in Sandstein, Erdgeschoss mit Putzquaderung, im Obergeschoss Glattputz, durch angedeuteten Seitenrisalit Fassade asymmetrisch gegliedert, als Abschluss des Risalits Schweifgiebel im Stil der Neorenaissance, über dem Zwillingsfenster des Giebels Datierungstafel: „ERB. 1894“, Satteldach. Ladeneinbau vermutlich etwas jünger. Im Inneren historische Ausstattungselemente aus der Erbauungszeit wie das Treppenhaus mit Ätzglasscheiben in den Fenstern und die Wohnungstüren. Das Mietshaus ist ein Dokument der örtlichen Bauentwicklung in den Jahren um 1900, die durch eine Verstädterung des einstigen Dorfes Gaschwitz geprägt war. Unter den Gebäuden, die nördlich der Cröbernschen Straße die Hauptstraße an der Ostseite säumen und die diesen Prozess besonders veranschaulichen, gehört es zu den älteren, vor 1900 entstandenen Bauten. Unter dem genannten Aspekt verkörpert das Objekt einen ortsentwicklungsgeschichtlichen Aussagewert. | 09256737 |
| Weitere Bilder                          | Empfangsgebäude (Hauptstraße 312, mit Bahnhofs-Gaststätte), altes Empfangsgebäude (Alte Überfahrt 1) und Wasserstation des Bahnhofs Gaschwitz                                                                         | Hauptstraße 312 (Alte Überfahrt 1) (Karte)                            | 1914 (Bahnhof, Hauptstraße 312)                                                                      | Architektonisch bemerkenswerter Putzbau im Reformstil um 1910, Bahnhof der Eisenbahnstrecken Leipzig-Plagwitz–Markkleeberg-Gaschwitz und Gaschwitz–Meuselwitz, ortsgeschichtliche, baugeschichtliche, regionalgeschichtliche, verkehrsgeschichtliche und städtebauliche Bedeutung, Beschreibung siehe Alte Überfahrt 1 | 09256740 |
| Weitere Bilder                          | Gutsverwalterhaus („Altes Schloss“), südliches Torhaus, Orangerie sowie Kopfbau des östlichen Wirtschaftsgebäudes | Hauptstraße 313, 313a, 315, 317 (Cröbernsche Straße 12a) (Karte)      | Um 1800 (Kavaliershaus); um 1870 (2. und 3. Stallgebäude); um 1900 (1. Stallgebäude und Gutsscheune) | Sachgesamtheit Rittergut Gaschwitz mit folgenden Einzeldenkmalen: Herrenhaus mit Ausstattung und Gutspark (09256724, Cröbernsche Straße 12a), Gutsverwalterhaus („Altes Schloss“), südliches Torhaus, Orangerie sowie Kopfbau des östlichen Wirtschaftsgebäudes (09256743, Hauptstraße 313a, 315, 317), sowie nördliches Torhaus (Hauptstraße 313), vier Wirtschaftsgebäude und Reste der Toranlage als Sachgesamtheitsteile; baugeschichtliche, kulturgeschichtliche, ortsgeschichtliche, städtebauliche und landschaftsgestaltende Bedeutung, Beschreibung siehe Cröbernsche Straße 12a | 09300387 |
|                                         | Südliches Torhaus und Orangerie (Nr. 315), Verwalterhaus („Altes Schloss“, Nr. 317) sowie Kopfbau des östlichen Seitengebäudes des ehemaligen Wirtschaftshofes (Nr. 313a), Einzeldenkmale der Sachgesamtheit 09300387 | Hauptstraße 313a, 315, 317 (Karte)                                    | 1705                                                                                                 | Einzeldenkmale der Sachgesamtheit Rittergut Gaschwitz; Gebäude gehörten mit dem Herrenhaus (Cröbernsche Straße 12a) zum ehemaligen Rittergut Gaschwitz, hohe bau- und ortsgeschichtliche Bedeutung | 09256743 |
|                                         | Villa | Hauptstraße 350 (Karte)                                               | 1889                                                                                                 | Späthistoristischer Bau im Landhausstil, ortsentwicklungs- und baugeschichtliche Bedeutung. 1889 errichteter Villenbau (Inschrift auf der Nordseite „Erbaut im Jahre 1889“). Zweigeschossiger, asymmetrisch gegliederter Baukörper von malerischer Gesamterscheinung, Walmdach, Fassaden verputzt über Natursteinsockel, Giebel- und Traufbereich mit Verbretterung oder Zierfachwerk, Eingang in der Nordostecke mit Vordach auf hölzernen Säulen, Südostecke durch Standerker und Balkon betont. Die Überdachung des Balkons ebenfalls auf gedrechselten Holzstützen. Rahmungen der Fenster in Rochlitzer Porphyrtuff, ansonsten die Gliederungselemente der Fassaden in Putz ausgeführt, Fensterläden tragen zusätzlich zur Belebung des Fassadenbildes bei. Ursprünglich auf der Südseite Holzveranda (Abbruch nach 1997). Ausstattungsdetails aus der Erbauungszeit: Haustür,Treppenhaus mit aufwändigem Treppengeländer in Holz, bleiverglastes Fenster mit Inschrift „1890“. Nach Aussage historischer Karten entstand das Villenanwesen, das sich an der Gemarkungsgrenze zwischen Gaschwitz und Großdeuben befindet, wohl im Zusammenhang mit der baulichen Entwicklung von Großdeuben zum Villenvorort. Somit ist das Objekt als Teil der sich südlich, auf Großdeubener Gemarkung anschließenden Villenbebauung anzusehen. Wie die Villengrundstücke in Großdeuben verweist es auf die einschneidenden, bis heute nachwirkenden Veränderungen um 1900, die sich in den südlichen, stadtnahen Dörfern im Zuge der Vorortentwicklung vollzogen. Hierin liegt seine ortsentwicklungsgeschichtliche Aussagekraft. Als ansprechendes und typisches Beispiel der Villenarchitektur seiner Zeit ist das Villengebäude auch baugeschichtlich von Bedeutung. | 09256742 |

## Tabellenlegende
- Bild: Bild des Kulturdenkmals, ggf. zusätzlich mit einem Link zu weiteren Fotos des Kulturdenkmals im Medienarchiv Wikimedia Commons. Wenn man auf das Kamerasymbol klickt, können Fotos zu Kulturdenkmalen aus dieser Liste hochgeladen werden:
- Bezeichnung: Denkmalgeschützte Objekte und ggf. Bauwerksname des Kulturdenkmals
- Lage: Straßenname und Hausnummer oder Flurstücknummer des Kulturdenkmals. Die Grundsortierung der Liste erfolgt nach dieser Adresse. Der Link (Karte) führt zu verschiedenen Kartendiensten mit der Position des Kulturdenkmals. Fehlt dieser Link, wurden die Koordinaten noch nicht eingetragen. Sind diese bekannt, können sie über ein Tool mit einer Kartenansicht einfach nachgetragen werden. In dieser Kartenansicht sind Kulturdenkmale ohne Koordinaten mit einem roten bzw. orangen Marker dargestellt und können durch Verschieben auf die richtige Position in der Karte mit Koordinaten versehen werden. Kulturdenkmale ohne Bild sind an einem blauen bzw. roten Marker erkennbar.
- Datierung: Baubeginn, Fertigstellung, Datum der Erstnennung oder grobe zeitliche Einordnung entsprechend des Eintrags in der sächsischen Denkmaldatenbank
- Beschreibung: Kurzcharakteristik des Kulturdenkmals entsprechend des Eintrags in der sächsischen Denkmaldatenbank, ggf. ergänzt durch die dort nur selten veröffentlichten Erfassungstexte oder zusätzliche Informationen
- ID: Vom Landesamt für Denkmalpflege Sachsen vergebene, das Kulturdenkmal eindeutig identifizierende Objekt-Nummer. Der Link führt zum PDF-Denkmaldokument des Landesamtes für Denkmalpflege Sachsen. Bei ehemaligen Kulturdenkmalen können die Objektnummern unbekannt sein und deshalb fehlen bzw. die Links von aus der Datenbank entfernten Objektnummern ins Leere führen. Ein ggf. vorhandenes Icon  führt zu den Angaben des Kulturdenkmals bei Wikidata.

## Ausführliche Denkmaltexte
1. ↑  Bahnhof Gaschwitz:

Die bereits 1842 eröffnete Strecke der Sächsisch-Bayrischen Eisenbahn hatte in Gaschwitz zunächst noch keinen Halt. Der Haltepunkt Gaschwitz wurde erst 1870 mit der gleichzeitigen Einrichtung eines bedeutenden Rangierbahnhofes eröffnet. 1874 Einrichtung der zweiten Linie von Gaschwitz über Zwenkau nach Meuselwitz. Wenige Jahre später entstand als dritte Strecke des Bahnhofes die Verbindung nach Plagwitz-Lindenau (1877–1879).

Das ursprüngliche Bahnhofsgebäude ist ein kleiner, rechteckiger Bau mit Satteldach, traufständig zu den Gleisen und im Erdgeschoss Rundbogenfenster (heute unmittelbar östlich der Gleise nördlich des neuen Bahnhofes).

Wegen des zunehmenden Verkehrs 1902–1907 Umbauarbeiten nötig, u. a. entstanden neue Bahnsteigdächer und ein drittes und viertes Gleis, das von Leipzig-Connewitz bis Gaschwitz die Trennung von Güter- und Personenverkehr ermöglichte. Danach wurde bis 1914 das neue Empfangsgebäude im zeitgenössischen Reformstil gebaut. Zweigeschossiger Bau, verputzt, südlicher Bereich mit Schalterhalle, nach außen u. a. durch dreieckigen Giebel hervorgehoben, nördlicher Gebäudeteil ehemalige Bahnhofsgaststätte, darüber Dienstwohnungen, halbrunder, eingeschossiger Vorbau, der im Obergeschoss Balkon trägt, Obergeschossfenster mit Läden, Walmdach mit Gaupen. Zahlreiche Ausstattungselemente aus der Erbauungszeit wie Eingangstüren, bleiverglaste Fenster in der Schalterhalle, Wandfliesen, Holzbänke in der Schalterhalle u. a.

Zum Denkmalbestand gehörten bis zum Abbruch 2015 ein Stellwerk (Erdgeschoss in rotem Klinker, dazu gelber Klinkergliederungen, Obergeschoss mit Holzverschalung) sowie drei Bahnsteigüberdachungen (Holzkonstruktion teils auf Metallstützen mit Kapitellen mit Pflanzenornamentik, als Holzeinbauten Warteräume und Treppenabgänge), letztere vor 2019 abgebrochen.

Die Baulichkeiten des Bahnhofs Gaschwitz sind wichtige Zeugnisse für die Verkehrsgeschichte im Südraum von Leipzig. Die Entwicklung des  Bahnhofs verdeutlicht, dass er seinerzeit eine große Rolle im Berufsverkehr und als Vorrangierbahnhof für den Güterverkehr zur Entlastung der Leipziger Bahnhofsanlagen spielte, was seine zahlreichen Gleise und den Bau des größeren Empfangsgebäudes vor dem Ersten Weltkrieg erklärt. Die Einrichtung des Bahnhofes hatte auch für die Entwicklung des Ortes Gaschwitz nachhaltige Auswirkungen. Das individuelle, reich gestaltete Empfangsgebäude in den Formen des Reform- und Heimatstils um 1910 ist ein überaus qualitätvolles Beispiel eines Vorortbahnhofes aus der Zeit nach dem Historismus. Mit großer Authentizität hat das Gebäude seinen Originalzustand bewahrt. Für den Vorstadteisenbahnknoten, der vor allem Industrieverteiler- und Berufsverkehrsfunktion hatte, war das neue Gebäude ein repräsentatives Aushängeschild. Es gehört noch heute zu den Bauwerken, die das Ortsbild von Gaschwitz prägen. Aus diesen Gründen haben die überkommenen Baulichkeiten des Bahnhofs Gaschwitz einen orts-, bau-, regional- und verkehrsgeschichtlichen Aussagewert. Als identitätstiftendes Bauwerk tritt für das Empfangsgebäude die städtebauliche Bedeutung hinzu.
2. ↑  Rittergut Gaschwitz (Sachgesamtheit):

Die Geschichte von Gaschwitz als Herrensitz reicht bis ins Mittelalter zurück. Um 1390 Reinhold von Gaschwitz als Lehnsherr einer Wasserburg Gaschwitz erwähnt. Im 15. Jahrhundert Familie von Pflugk Besitzer des Herrensitzes. Unter der Familie von Erdmannsdorf 1551 Umwandlung zum Rittergut.

Im 17. Jahrhundert durch die Familie Brand von Lindau Umbau des Herrenhauses aus dem 16. Jahrhundert zur Wasserschlossanlage. Im 18. Jahrhundert umfassende Erneuerung und Erweiterung des Rittergutskomplexes, so wurde durch Georg Friedrich von Hopfgarten das „Alte Schloss“ (um 1705) erbaut, unter der Leipziger Juristenfamilie Magen (Besitzer seit 1716) entstanden das südliche Torhaus und die Orangerie sowie ein französischer Garten.

Die letzte große Modernisierung des Baubestandes im ausgehenden 19. Jahrhundert und ab 1903 durch die Familie Friderici, später Plantier. Auf diese Erneuerung gehen die Bauten des Wirtschaftshofes sowie das nach Plänen des Leipziger Architekten Peter Dybwad errichtete Herrenhaus (1905) zurück. Dybwad führte auch Umbauten und Erweiterungen an den Wirtschaftsbauten aus. 1925 Verkauf der Rittergutsanlage an die AG Sächsische Werke, in der Folge Niedergang. Nach 1945 Enteignung und Umwandlung zum Volksgut. In DDR-Zeiten Vernachlässigung und Reduktion des Baubestandes, Ausgliederung und Umnutzung einzelner Bereiche. Nach 1990 Wiederaufbau durch die Stadt Markkleeberg und private Eigentümer.

Als Sachgesamtheitsteile, die für das Erscheinungsbild und den Zeugniswert der Sachgesamtheit Bedeutung haben, sind das nördliche Torhaus sowie vier Gebäude des Wirtschaftshofes erfasst. Das nördliche Torhaus entstand um 1800 und wurde in seiner Gestaltung dem älteren südlichen Torhaus angepasst. Der ursprünglich in Ziegelmauerwerk errichtete, zweigeschossige Bau erfuhr 2015/2016 eine weitgehende Erneuerung, wobei nur Teile des Erdgeschosses erhalten blieben. Bei den Wirtschaftsgebäuden handelt sich um drei ehemalige Stallgebäude und eine Scheune. Die Bauten bestehen vorwiegend aus verputztem Ziegelmauerwerk.

Zur Rittergutsanlage gehörte einst eine ausgedehnte, zuletzt landschaftlich gestaltet Gartenanlage, die sich in südlicher und östlicher Richtung erstreckte. Durch Regulierung der Pleiße und Autobahnbau ist diese zwar stark reduziert und auch zergliedert, in ihren erhaltenen Partien trägt sie als konstitutives Element mit raum- und strukturbildender Funktion immer noch wesentlich zum Aussage- und Denkmalwert der ehemaligen Rittergutsanlage bei. Zum Denkmalbestand der Gartenanlage gehören Gehölze wie Platanen und Italienische Säulenpappeln. Im Teil südlich der Autobahnbrücke bereits 1802 nachweisbarer Hügel, bepflanzt mit Holländischer Linde, entweder Aussichtspunkt oder als sogenannter Erdbeerhügel angelegt.

Das ehemalige Rittergut Gaschwitz als Sachgesamtheit verkörpert verschiedene denkmalrelevante Aussagewerte. Es ist ein wichtiges Dokument für die Ortsgeschichte, denn es war für lange Zeit der wichtigste Bestandteil des Ortes. Weiterhin verweist es auf die Rolle und Bedeutung der sächsischen Rittergüter im Allgemeinen. Der Adel und die mit ihm verbundenen Rittergüter waren über Jahrhunderte wesentliche, d. h. tragende Elemente für die Wirtschafts- und Sozialstruktur in den ländlichen Bereichen Sachsens. Das Rittergut Gaschwitz ist somit ein Zeugnis für die Lebens- und Wirtschaftsweise einer über lange Zeit herrschenden Gesellschaftsschicht in der Vergangenheit. In seiner Sachgesamtheit veranschaulicht es das bauliche und funktionale Gefüge einer sächsischen Rittergutsanlage. Darin liegt seine baugeschichtliche und sozialgeschichtliche Aussagekraft. Mit ihren Baulichkeiten und ihrer in Teilen erhaltenen Gartenanlage prägt die Sachgesamtheit entscheidend das Orts- und Landschaftsbild, wodurch sie auch städtebaulich und landschaftsgestaltend von Bedeutung ist.
3. ↑  Herrenhaus:

Das Herrenhaus des Ritterguts Gaschwitz entstand in seiner jetzigen Form 1905 nach Plänen des namhaften Leipziger Architekten Peter Dybwad, beauftragt wurde dieser durch die damalige Eigentümerin Else Friderici, verehelichte Plantier.

Es handelt sich um einen zweigeschossigen Putzbau mit Mansarddach, Gliederungs- und Schmuckelemente teilweise in Naturstein (u. a. Sandstein) und Stuck. Die Fassaden über rustiziertem Sockel (Naturstein) durch Lisenen gegliedert, hofseitig und gartenseitig jeweils ein dreiachsiger Mittelrisalit. Der gartenseitige Risalit mit ionischer Kolossalordnung und Dreieckgiebel, im Obergeschoss hinter den Säulen Loggia ausgebildet, vor dem Risalit zum Garten hin Terrasse angelegt  (1986 entstellend umgebaut). Am hofseitigen Risalit Betonung der Mittelachse durch ehemals rundbogigen Haupteingang und breite Tür mit Balkon im Obergeschoss, oberer Abschluss des Risalits ebenfalls mit Dreieckgiebel, hier wie auch an einigen Fensterachsen der Rücklagen originale neubarocke und zopfstilige Stuckornamente erhalten. Der Balkon mit schmiedeeisernem Gitter. An der Südfront zwischen zwei Seitenrisaliten halbrunde Veranda mit toskanischer Säulengliederung, ursprünglich durch Tür zum Garten hin geöffnet. An der Nordseite zwischen den beiden Seiteinrisaliten Treppenhausfenster im Raster 3x3, ursprünglich mit Bleiverglasung; an den östlichen Seitenrisalit eingeschossiger, pavillonartiger Vorbau mit Mansarddach angeschlossen, hier einst hofseitiger Eingang mit Vorhäuschen.

Im Innern bauzeitliche Ausstattungselemente erhalten: in verschiedenen Räumen Wand- und Deckenstuck, u. a. aufwändige mythologische Szenen, Wappen, im Erdgeschoss Kamin mit Stuckzier, Treppenhaus mit aufwändigem Schmuck im Stil des Art déco.

Das Herrenhaus Gaschwitz ist ein Zeugnis der Baukultur vergangener Zeiten im Leipziger Raum. Hieraus ergibt sich der baugeschichtliche Wert zum einen, zum anderen bezieht dieser sich auf den Architekten Peter Dybwad, der einst zu den herausragenden Baumeistern  im Leipziger Baugeschehen des  ausgehenden 19. und frühen 20. Jahrhunderts gehörte. Es dokumentiert dessen Leistungen im Bereich des Schloss- und Herrenhausbaus. Zudem ist das Objekt ein Dokument der Entwicklung des für Sachsen lange Zeit wichtigen Herrenhausbaus im frühen 20. Jahrhundert und verweist zugleich auf die Lebens- und Repräsentationsansprüche der damaligen Rittergutsbesitzer. Hierdurch erlangt es auch einen sozialgeschichtlichen Aussagewert. Aus den gestalterischen Qualitäten des Bauwerkes, wobei die kunstvollen Ausstattungselemente mit ins Gewicht fallen, leitet sich sein künstlerischer Wert ab.

Zur Rittergutsanlage gehörte einst eine ausgedehnte, zuletzt landschaftlich gestaltet Gartenanlage, die sich in südlicher und östlicher Richtung erstreckte. Durch Regulierung der Pleiße und Autobahnbau ist diese zwar stark reduziert und auch zergliedert, in ihren erhaltenen Partien trägt sie als konstitutives Element mit raum- und strukturbildender Funktion immer noch wesentlich zum Aussage- und Denkmalwert der ehemaligen Rittergutsanlage bei. Zum Denkmalbestand der Gartenanlage gehören Gehölze wie Platanen und Italienische Säulenpappeln. Im Teil südlich der Autobahnbrücke bereits 1802 nachweisbarer Hügel, bepflanzt mit Holländischer Linde, entweder Aussichtspunkt oder als sogenannter Erdbeerhügel angelegt. Die in Teilen erhaltenen Gartenanlage prägt das Orts- und Landschaftsbild, wodurch sie städtebaulich und landschaftsgestaltend von Bedeutung ist.
4. ↑  Einzeldenkmale der Sachgesamtheit Rittergut Gaschwitz:

Das südliche Torhaus, die Orangerie und das Verwalterhaus („Altes Schloss“) entstammen größeren Umgestaltungs- und Erneuerungsmaßnahmen, die im 18. Jahrhundert auf der altehrwürdigen Rittergutsanlage Gaschwitz vorgenommen wurden. 1705 ließ Friedrich von Hopfgarten, Kommandant der Pleißenburg, das sogenannte Verwalterhaus („Altes Schloss“) errichten. Es handelt sich um einen zweigeschossigen Bau mit Mansarddach. Das Erdgeschoss massiv in Ziegelmauerwerk, verputzt, das Obergeschoss in Fachwerk. Der mittig angeordnete Eingang auf der Nordseite mit stichbogiger Sandsteinrahmung und kräftigem Schlussstein. Der Dachreiter stammt von einem Umbau, den Rittergutsbesitzerin Rahel Bose 1759 ausführen ließ. Im Inneren wenige originale Ausstattungsreste erhalten, erwähnenswert die Holzverkleidung im Treppenaufgang des Obergeschosse mit Sockel und Pilastergliederung. Ab 2008 umfassende Sanierung.

Um 1725 entstanden unter der Familie Mager das südliche Torhaus und die Orangerie. Beide Gebäude bilden die südliche Begrenzung der Zufahrt zum Rittergutskomplex und sind durch einen Zwischenbau miteinander verbunden.

Südliches Torhaus zweigeschossiger Bau in Ziegelmauerwerk, Fassaden verputzt, hohes Mansarddach. Gebäudeecken durch Putzpilaster betont, die stichbogigen Fenster durch breite Putzfaschen eingefasst, im Obergeschoss erhabene Brüstungsspiegel.

Orangerie langgestreckter, eingeschossiger bzw. anderthalbgeschossiger Bau in Ziegelmauerwerk, verputzt, hohes Mansarddach. Südseite durch rundbogige Fenstertüren geöffnet, die drei mittleren Achsen als flacher Risalit hervortretend, dahinter Saal, deshalb die Öffnungen hier auch etwas größer als in den Rücklagen, seitliche Einfassung der Fassadenabschnitte durch Putzpilaster. Nordseite im mittleren Bereich geschlossen, in den beiden seitlichen Abschnitten Türen und kleinere Fenster. Auch auf dieser Seite Fassadengliederung durch Pilaster. Im Innern beider Bauten Reste an historischer Ausstattung erhalten, wobei die Deckengestaltung des Orangeriesaales mit illusionistischer Malerei hervorzuheben ist. Der Saal weist an der Nordseite drei flach Nischen auf. 2010/2011 tiefgreifende Rekonstruktion und Umbau zum Bürger- und Vereinshaus.

Der Kopfbau am östlichen Seitengebäude des ehemaligen Wirtschaftshofes weist mit seinem Eckturm eine bemerkenswerte, auf Peter Dybwad zurückgehende architektonische Gestaltung auf. Er entstand im Zusammenhang mit der Erneuerung des Rittergutskomplexes um 1900 und zeigt, dass auch damals auf eine angemessene gestalterische Qualität geachtet wurde. Der Bau wurde teilweise als Wohnraum genutzt. Mehrheitlich sind die genannten Gebäude Zeugnisse der sächsischen Rittergutsarchitektur des 18. Jahrhunderts. Sie veranschaulichen exemplarisch die Funktionsansprüche und das hieraus entstandene bauliche Gefüge einer Rittergutsanlage. Damit erlangen sie baugeschichtliche Bedeutung. Besondere Beachtung verdient das Orangeriegebäude. Es dokumentiert das einstige, für die Barockzeit charakteristische Interesse an der Sammlung exotischer Pflanzen, womit auch ein gesteigerter Repräsentationsanspruch der Besitzer verbunden war. Unter diesem Gesichtspunkt ist es kulturhistorisch von Belang. Schließlich verweisen die Bauten auf einen wichtigen Abschnitt in der Entwicklung der Gaschwitzer Rittergutsanlage, die für lange Zeit der prägende Bestandteil des Ortes war, folglich verkörpern sich auch einen Aussagewert zur Ortsgeschichte. Der Kopfbau ist ein Dokument für die Fortentwicklung der Rittergutsanlage in neueren Zeiten, es vertritt damit eine andere wichtige Phase in der Objektgeschichte.